# Gęsiówka stokrotkolistna
Gęsiówka stokrotkolistna (Arabis soyeri Reut. & Huet) – gatunek rośliny zielnej z rodziny kapustowatych. W Polsce rośnie tylko w Tatrach. Występuje tam podgatunek Arabis soyeri subsp. subcoriacea (Gren.) Breistr. (= Arabis bellidifolia Jacq.).

## Morfologia

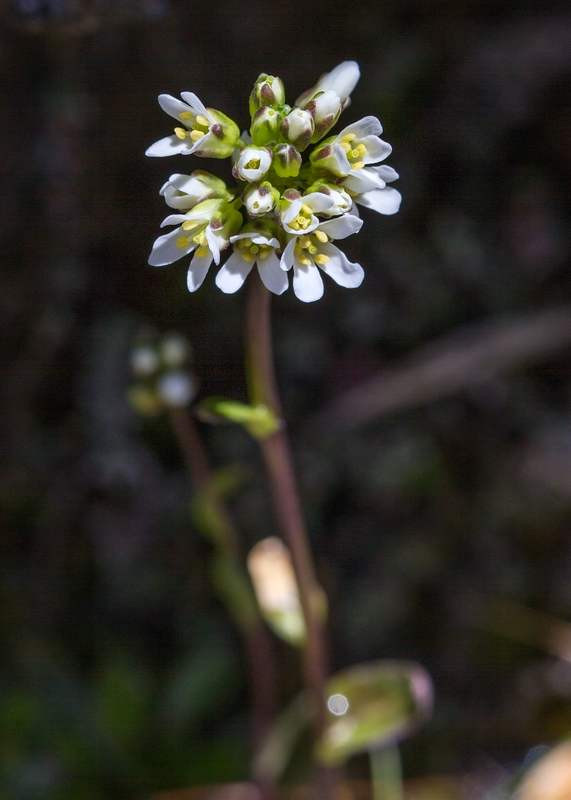
Kwiaty

ŁodygaNaga, do 35 cm wysokości.
LiścieLśniące, nagie. Liście różyczkowe łopatkowate. Liście łodygowe siedzące, obejmujące łodygę.
KwiatyBiałe.
OwoceSpłaszczone, wzniesione łuszczyny.
NasionaSzeroko oskrzydlone.

## Biologia i ekologia
Bylina, oreofit. Rośnie w pobliżu górskich źródeł i potoków. Kwitnie w czerwcu i lipcu. W klasyfikacji zbiorowisk roślinnych gatunek charakterystyczny źródlisk wapiennych z zespołu Cratoneuretum falcati.

## Zmienność
Gatunek zróżnicowany na dwa podgatunki:
- Arabis soyeri subsp. soyeri
- Arabis soyeri subsp. subcoriacea (Gren.) Breistr.